# Sidi Allal Tazi
Sidi Allal Tazi (en àrab سيدي علال التازي, Sīdī ʿAllāl at-Tāzī; en amazic ⵙⵉⴷⵉ ⵄⵍⵍⴰⵍ ⴰⵜⴰⵣⵉ) és una comuna rural de la província de Kénitra, a la regió de Rabat-Salé-Kenitra, al Marroc. Segons el cens de 2014 tenia una població total de 18.055 persones.